# Běljajev (kráter)

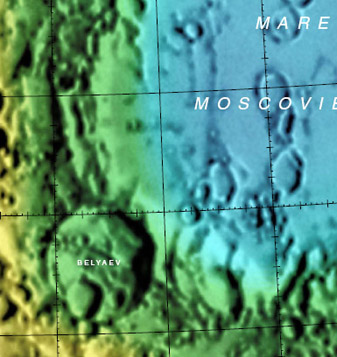
Poloha kráteru Běljajev.

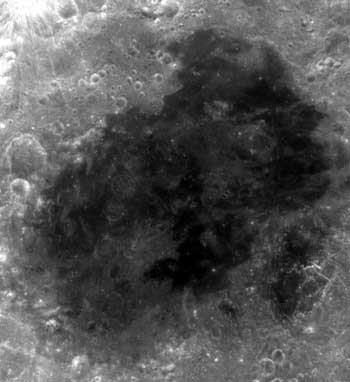
Mare Moscoviense. Běljajev je přesně v levém spodním rohu snímku a je patrná pouze jeho východní polovina.

Běljajev je měsíční kráter nacházející se na severní hemisféře na odvrácené straně Měsíce, není tedy pozorovatelný přímo ze Země. Má průměr 56 km, pojmenován je podle ruského pilota a kosmonauta z mise Voschod 2 Pavla Ivanoviče Běljajeva. Má členité dno a jeho jihozápadní okrajový val je překryt dvojicí menších kráterů. Další malé krátery lze nalézt i uvnitř Běljajeva.
Běljajev leží na jihozápadním okraji Mare Moscoviense (Moskevské moře) jižně od kráteru Těreškovová.

## Satelitní krátery
V okolí kráteru se nachází několik dalších kráterů. Ty byly označeny podle zavedených zvyklostí jménem hlavního kráteru a velkým písmenem abecedy.
| Těreškovová | Sel. šířka | Sel. délka | Průměr |
| ----------- | ---------- | ---------- | ------ |
| Q           | 20,6° S    | 139,4° V   | 50 km  |